# Macao Daily News

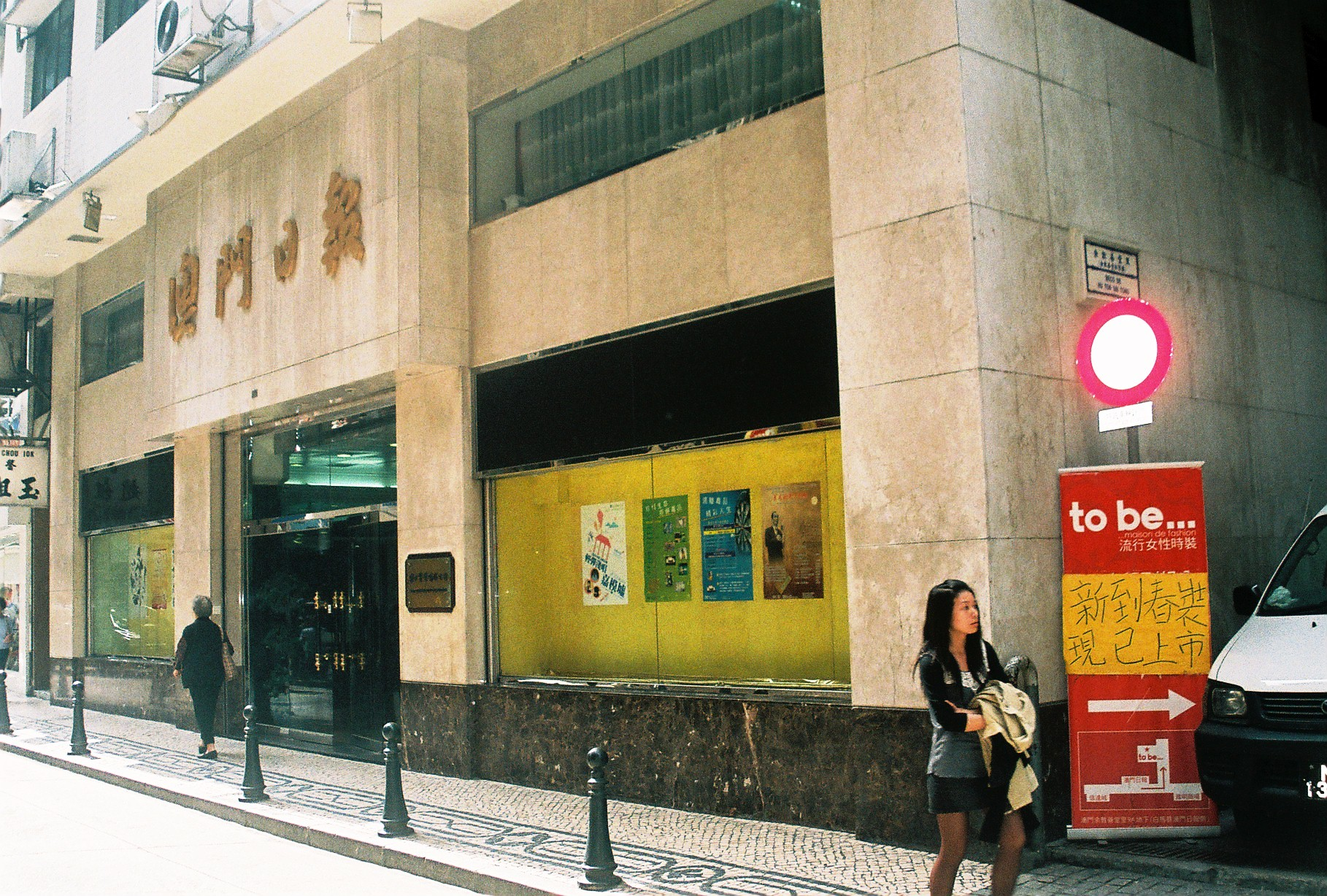
Hoofdgebouw van Macao Daily News

Macao Daily News is de meestverkochte krant in Macau en is een van de drie Chinese kranten die Macau heeft.

## Thema's
Deze krant is verdeeld in
- Macaos nieuws 本澳新聞
- belangrijkste nieuws
- nieuws
- economie 經濟
- sport 體育新聞
- nieuws van het Chinese vasteland 內地新聞
- Taiwanees nieuws 台湾新聞
- internationaal nieuws 國際新聞
- nieuws uit de Pearl River Delta 珠三角資訊
- speciaal nieuws 特稿
- uitslagen paarden - en hondenrenbaan 狗馬貼士
- entertainment van San Yuen Dei 新園地